# Bộ Đỉnh (鼎)
Bộ Đỉnh, bộ thứ 206 có nghĩa là "cái đỉnh" là 1 trong 4 bộ có 13 nét trong số 214 bộ thủ Khang Hy.
Trong Từ điển Khang Hy có 14 chữ (trong số hơn 40.000) được tìm thấy chứa bộ này.

## Tự hình Bộ Đỉnh (鼎)

Giáp cốt văn
Kim văn
Đại triện
Tiểu triện

## Chữ thuộc Bộ Đỉnh (鼎)
| Số nét     | Chữ                       |
| ---------- | ------------------------- |
| không thêm | 鼎/đỉnh/                  |
| thêm 2 nét | 鼏/mịch/ 鼑/đỉnh/ 鼐/nãi/ |
| thêm 3 nét | 鼒/ty/                    |